# Мокиевский сельский совет (Чернухинский район)
Мокиевский сельский совет (укр. Мокіївська сільська рада) — входит в состав
Чернухинского района
Полтавской области
Украины.
Административный центр сельского совета находится в 
с. Мокиевка.

## Населённые пункты совета
- с. Мокиевка
- с. Пески-Удайские